# Jean Gilles André Robert
Pour les articles homonymes, voir Robert.
Jean Gilles André Robert, né le 10 novembre 1755 à Puysségur (Haute-Garonne), mort le 10 janvier 1797 à Ferrare (Italie), est un général de brigade de la Révolution française.

## États de service
Il entre en service le 15 août 1774, comme fusilier aux Gardes françaises, il est nommé sergent le 24 décembre 1779, sergent de grenadiers le 20 février 1784, premier sergent le 9 avril 1788, et sergent-major le 1er juillet suivant. Le 14 juillet 1789, il coopère à la prise de la Bastille, et il est réformé avec son corps le 30 août suivant. 
Le 4 mai 1793, il reprend du service comme volontaire dans la légion des Pyrénées, et il devient lieutenant le 8, puis adjudant-major le 20 mai suivant. Le 22 septembre 1793, il est blessé et a un cheval tué sous lui à la Bataille de Trouillas. Il est nommé adjudant-général chef de brigade le 15 décembre 1793, et le 1er septembre 1794, il remplace provisoirement le général Lemoine, à l’armée des Pyrénées orientales.
Il est promu général de brigade provisoire le 24 novembre 1794, par les représentants du peuple, et il est confirmé dans son grade le 18 novembre 1795. Le 31 janvier 1796, il rejoint l’armée d’Italie, et le 22 avril il est affecté à la division Sérurier. Le 29 avril il prend le commandement de la 1re brigade, puis le 8 mai celui de la 2e brigade de la division d’infanterie du général Laharpe. Il se distingue le 5 août 1796, à la bataille de Castiglione, et il commande la ville de Ferrare le 21 septembre 1796.
Le 16 novembre 1796, lors de la bataille du pont d’Arcole, à la tête de la 75e demi-brigade, il attaque les autrichiens sur la chaussée du centre et les culbute dans les marais. Le lendemain, il les poursuit jusqu’à la tête du pont d’Arcole, où il tombe atteint de plusieurs blessures.
Il est transféré à Ferrare, où il meurt de ses blessures le 10 janvier 1797.

## Hommages
- Il a son buste au château de Versailles.

## Sources
- (en) « Generals Who Served in the French Army during the Period 1789 - 1814: Eberle to Exelmans »
- (pl) « Napoléon.org.pl »
- Jacques Charavay, Les généraux morts pour la patrie, 1792-1871 : notice biographiques, Au siège de la société, 1893, 160 p. (lire en ligne), p. 46.
- Georges Six, Dictionnaire biographique des généraux & amiraux français de la Révolution et de l'Empire (1792-1814), Paris : Librairie G. Saffroy, 1934, 2 vol., p. 376